# Drosera intricata
Drosera intricata es una especie trepadora, perenne y tuberosa de planta carnívora perteneciente al género Drosera.

## Descripción
Produce pequeñas hojas carnívoras a lo largo de un tallo glabro que puede alcanzar los 25-40 cm de altura. Sus flores son amarillas y aparecen de septiembre a octubre.

## Distribución y hábitat
Es endémica de Australia Occidental. Crece en suelos de arena-arcilla en los márgenes de los pantanos, o en otros hábitats que son estacionalmente húmedos.

## Taxonomía
D. intricata fue descrita por primera vez por Jules Emile Planchon en 1848. y publicado en Annales des Sciences Naturelles, Botanique III, 9: 293, en el año 1848.

Etimología
Drosera: tanto su nombre científico –derivado del griego δρόσος (drosos): "rocío, gotas de rocío"– como el nombre vulgar –rocío del sol, que deriva del latín ros solis: "rocío del sol"– hacen referencia a las brillantes gotas de mucílago que aparecen en el extremo de cada hoja, y que recuerdan al rocío de la mañana.
intricata: epíteto latino que significa "enredado".